# Rotterdamse Schouwburg
Rotterdamse Schouwburg war der alte Name für das Theatergebäude am Schouwburgplein im Rotterdamer Stadtzentrum, das am 15. April 1988 eröffnet wurde. Im März 2017 erfolgte die Umbenennung in Theater Rotterdam Schouwburg, bzw. TR Schouwburg. 

## Geschichte

### Groote Schouwburg

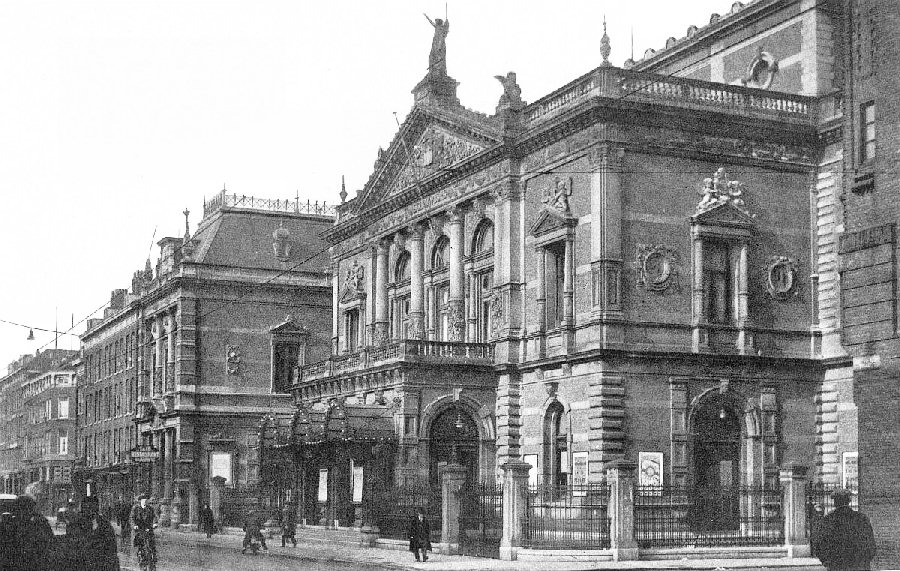
Rotterdamse Schouwburg in der Aert van Nesstraat, Fotografie von 1930.

1887 wurde an der Aert van Nesstraat ein Theater mit dem Namen „Groote Schouwburg“ eröffnet (Schouwburg ist das niederländische Wort für ein Theatergebäude). Dieses Haus hatte 1250 Sitzplätze und wurde im neoklassizistischen Stil errichtet. Es  war das Stammhaus der „Verenigde Rotterdamse Toneellisten“. Die Gesellschaft zeigte überwiegend aktuelle Produktionen, darunter das Stück Vorstenschool (1875) von Multatuli und Boefje (1903) aus der Feder von Marie Joseph Brusse.
Die Zuschauerzahlen gingen nach dem Ersten Weltkrieg stark zurück. Das Rotterdamsch Tooneel, wie die Gesellschaft ab 1900 hieß, fusionierte daher 1923 mit der dem Hofstadtoneel aus Den Haag. 1938 löste sich die Gesellschaft auf, da das Rotterdamer Publikum sich zu wenig in dieser neuen Kompanie aus zwei verschiedenen Städten wieder fand.

### Notgebäude

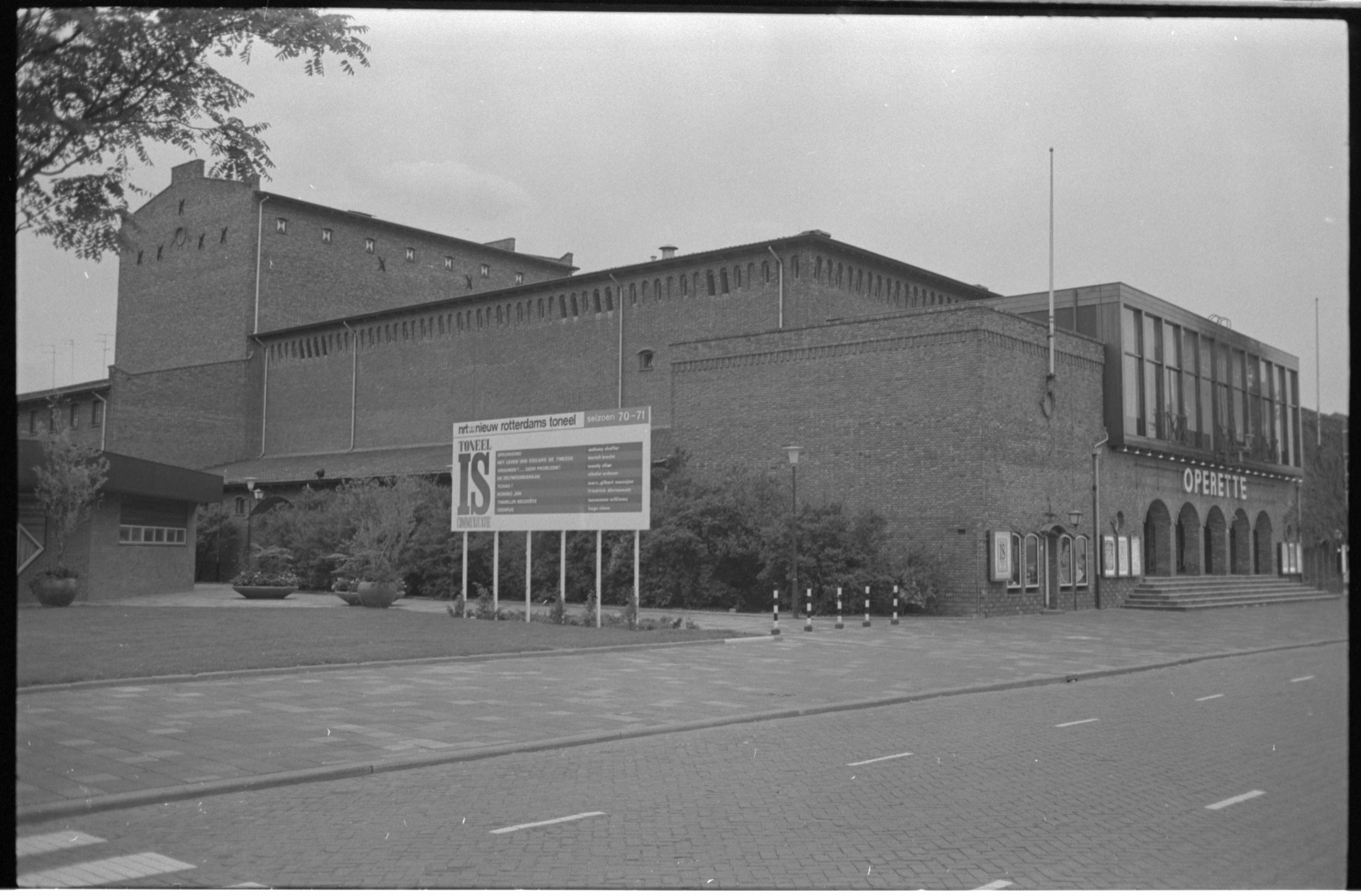
Rotterdamse Schouwburg von 1947

Das Bombardement der deutschen Luftwaffe am 14. Mai 1940 setzte große Teile der Rotterdamer Innenstand in Brand und vernichtete viele Häuser, darunter auch die Grote Schouwburg. Zu Ende des Jahres 1941 wurde der Bau einer neuen Schouwburg mit eintausend Sitzplätzen begonnen, welche zum Jahreswechsel 1946/1947 fertiggestellt wurde. Am 10. Januar 1947 kam das erste Stück auf die Bühne, aufgeführt durch die Stichting Amsterdams Rotterdams Tooneel, kurz START. Geplant war dieses Gebäude für einen Betrieb von maximal zwanzig Jahre; es wurden fast vierzig Jahre daraus.

### Heutiges Gebäude
Da irgendwann die Gegebenheiten von Bühnentechnik und Akustik nicht mehr den Erfordernissen des modernen Theaterspiels genügten, wurde 1984 ein Neubau beschlossen. Während der Bauzeit wurde der Theaterbetrieb in ein Ausweichquartier am Flussufer der Nieuwe Maas verlegt. 
Architektonisch wurde der Bühnenturm mit der Zugtechnik über dem Eingang platziert. Laut Vorstellung des Architekten wird der vom Schouwburgplein eintretende Zuschauer in hohen, lichten Foyerräumen hin zu dem Zuschauersaal in einer umlaufenden Bewegung in die Stadt hineingezogen. Der Zuschauerraum und die Bühne bilden eine räumliche Einheit.
Am 15. April 1988 wurde das neue Haus mit dem musikalischen Stück Pol, nach den Büchern Polletje Piekhaar und Lord Zeepsop von Willem van Iependaal (1891–1970), eröffnet. Ein weiterer Höhepunkt waren die Aufführungen von Ten Oorlog (siehe hierzu: Schlachten!) von Tom Lanoye und Luk Perceval, einem zehnstündigen Epos in drei Teilen.
Bespielt wurde das Haus von der Theatergesellschaft RO Theater, welche zu den wichtigsten Theatergesellschaften der Niederlande gehörte. Sie ist 2017 zusammen mit anderen örtlichen Theaterkompanien aufgegangen im Theater Rotterdam. Damit verlor auch die Rotterdamse Schouwburg ihren Namen, der durch Theater Rotterdam Schouwburg (kurz TR Schouwburg) ersetzt wurde.

## Ausmaße und Technik
Die Spielfläche im großen Saal in Art einer Guckkastenbühne ist 22 Meter breit und 13,8 Meter tief. Die Höhe der Bühnenöffnung beträgt neun Meter. Der Bühnenturm mit seinen 69 Zügen hat eine Höhe von ca. 26 Metern. Es gibt vier Seitenzüge. Die Portal-Seitenblenden können die Bühnenöffnung auf 12 Meter verkleinern.
Der Saal stellt 879 Sitzplätze zur Verfügung und hat drei Balkonebenen. 
Im kleinen Saal beträgt die bespielbare Fläche 10 m mal 12 m; das Proszenium hat zusätzliche zwei Meter Tiefe. Je nach Einsatzzweck gibt es zwischen 135 und 167 Sitzplätze.